# ني تشا 2
ني تشا 2 هو فيلم رسوم متحركة صيني، من إخراج وسينايو جياوزي. وهو مكمل لفيلم ني تشا عام 2019. يعتمد الفيلم بشكل فضفاض على الرواية الصينية في القرن السادس عشر «استثمار الآلهة».
عرض الفيلم لأول مرة في الصين في 29 يناير 2025، تزامنًا مع اليوم الأول لرأس السنة الصينية. حقق الفيلم 1,7 مليار دولار أمريكي بميزانية قدرها 80 مليون دولار أمريكي، محطمًا العديد من أرقام شباك التذاكر. فهو حالياً أعلى فيلم رسوم متحركة ربحًا على الإطلاق، وهي المرة الأولى التي يحقق فيها فيلم رسوم متحركة غير أمريكي وغير ناطق باللغة الإنجليزية هذا الإنجاز. وأصبح أسرع فيلم رسوم متحركة ربحًا، حيث وصل إلى إجماليه القياسي في أقل من ثلاثة أسابيع. كما حصل الفيلم على لقب أعلى فيلم ربح في الصين وأعلى فيلم ربحًا بلغة غير إنجليزية، ليصبح أول فيلم غير إنجليزي يحقق مليار دولار في شباك التذاكر. يحتل المرتبة الأولى كأعلى فيلم ربحًا لعام 2025 وثامن أعلى فيلم ربحًا على الإطلاق. في اليوم الحادي عشر من إصداره، أصبح الفيلم الأعلى ربحًا في منطقة واحدة، متجاوزًا 936 مليون دولار أمريكي حققها فيلم حرب النجوم: القوة تنهض في أمريكا الشمالية، والذي استغرق 165 يومًا للوصول إلى هذا الرقم.

## روابط خارجية
- ني تشا 2 على موقع IMDb (الإنجليزية)
- ني تشا 2 على موقع روتن توميتوز (الإنجليزية)
- ني تشا 2 على موقع ألو سيني (الفرنسية)
- ني تشا 2 على موقع فيلمافينيتي (الإسبانية)
- ني تشا 2 على موقع قاعدة بيانات الفيلم (الإنجليزية)
- ني تشا 2 على موقع كينوبويسك (الروسية)